# Lothar Beckert
Lothar Beckert (* 26. Juli 1931 in St. Michaelis; † 28. April 2017 in Berlin-Buch) war ein deutscher Leichtathlet aus der Deutschen Demokratischen Republik (DDR), der 1956 und 1960 an den Olympischen Spielen teilnahm.
Beckerts erste vordere Platzierung bei DDR-Meisterschaften war der sechste Platz im 3000-Meter-Hindernislauf 1953. 1955 belegte er hinter Klaus Porbadnik und Heinrich Braun den dritten Platz im 10.000-Meter-Lauf. Am 12. August 1956 verbesserte Beckert in Pieksämäki den im Juli 1956 von Kurt Hartung aufgestellten DDR-Rekord im Marathonlauf um über fünf Minuten auf 2:21:44 h. Zu den Olympischen Spielen 1956 entsandten die beiden deutschen Staaten eine gemeinsame Mannschaft. Zum Marathonlauf traten drei DDR-Läufer an, Lothar Beckert erreichte Platz 19, Kurt Hartung Platz 28 und Klaus Porbadnik gab auf.
Bei den Europameisterschaften 1958 in Stockholm starteten im Marathonlauf Jürgen Wedeking aus der BRD und Lothar Beckert aus der DDR in der gemeinsamen Mannschaft. Beckert belegte in 2:22:11 h mit knapp einer Minute Rückstand auf Bronze den fünften Platz, Wedeking kam als Neunter ins Ziel. Ebenfalls 1958 gewann Lothar Beckert im Marathonlauf seinen einzigen DDR-Meistertitel in einem Einzelwettbewerb. 
1960 gewann bei den DDR-Meisterschaften im Marathonlauf Günter Havenstein, Beckert belegte den dritten Platz. Für die gemeinsame Mannschaft bei den Olympischen Spielen in Rom qualifizierten sich im  Marathonlauf wieder drei DDR-Läufer. Bruno Bartholome belegte den 28. Platz, Lothar Beckert erreichte als 56. eine Minute vor Havenstein das Ziel.
Der 1,71 m große Lothar Beckert startete für den ASK Vorwärts Berlin. Neben seiner Offizierslaufbahn beim Armeesportklub studierte er Pädagogik.